# Mario (cantor)
Mario Dewar Barrett, ou simplesmente Mario (27 de agosto de 1986, Baltimore, Maryland), é um cantor, compositor, ator, modelo e produtor musical norte-americano. Ficou conhecido pelas músicas "Just a Friend" e "Let Me Love You" (esta última concedeu-lhe dois prêmios Billboard), e também por sua atuação nos filmes Ela dança, Eu danço e Freedom Writers.

## Carreira

### Mario(2001-03)
Em julho de 2001, Mario começou a gravar o seu álbum de estreia, o autointitulado Mario. O álbum acabaria por ser lançado um ano depois, em julho de 2002.
O primeiro single de Mario foi, "Just a Friend 2002", uma adaptação da canção de 1989 "Just a Friend", de Biz Markie, foi um sucesso, chegando ao número 4° na Billboard Hot 100, a principal parada dos EUA. A adaptação de Mario chegou também ao nº 80 no Brasil.
Os singles que se seguiram "Braid My Hair" & "C'mon". Com o álbum Mario, Mario abriu a Scream Tour 3, que contou com Bow Wow, Michael Jackson, B2K & Marques Houston.
Mario vendeu mais de 700.000 cópias.

### Turning Point(2004-06)
Após o lançamento do primeiro álbum, Mario queria gravar um álbum que fosse mais maduro. Ele lançou seu segundo álbum, Turning Point, em 7 de dezembro de 2004. O álbum teve ainda mais sucesso do que o primeiro, por conta do enorme hit ''Let Me Love You". O single passou nove semanas consecutivas no número um da Billboard Hot 100. "Let Me Love You" foi composta por Ne-Yo, ainda desconhecido como cantor na altura, produzido por Scott Storch.

### Go(2007-08)
Mario lançou o seu terceiro álbum, Go, nos EUA em dezembro de 2007 (o disco havia sido lançado dois meses antes na África do Sul). Para além de novas colaborações com Ne-Yo e Scott Storch, em Go Mario colaborou também com Jermaine Dupri, Jimmy Jam e Terry Lewis, Timbaland e Bryan Michael-Cox.
Mario dedicou Go à sua mãe. O cantor teve mais controle criativo no desenvolvimento do álbum. Foram extraídos os seguintes singles de Go, por ordem cronológicaː "How Do I Breathe" (2007), "Crying Out For Me" (2007) - que foi o maior êxito do álbum nos EUA -, "Music for Love" (2008) e "Do Right" (2008). Foram lançados videoclipes para todos esses vídeos menos para "Music for Love".

### D.N.A.(2009-10)
O quarto álbum do cantor de Baltimore, D.N.A., foi lançado em outubro de 2009. Entre os compositores e produtores que colaboraram no álbum contam-se Darkchild, Babyface, Polow da Don, RedOne, Jazze Pha, Stargate, Tricky Stewart e The-Dream.
Mario descreveu D.N.Aː como o seu mais pessoal até então.
Foram extraídos os seguintes singles de D.N.A.ː "Break Up" (com Gucci Mane e Sean Garrett) - o maior êxito do álbum e o single de Mario com a melhor posição (nº 14) na Billboard Hot 100 desde "Let Me Love You" -, "Thinkin' About You" e "Ooh Baby".
D.N.A. foi até 2009 o álbum de Mario com a pior primeira semana de vendas (38 mil cópias).

## Discografia
- Mario (2002)
- Turning point (2004)
- Go (2007)
- D.N.A. (2009)

### Singles
| Year | Title                                      | Chart Positions | Chart Positions | Chart Positions | Chart Positions | Chart Positions | Chart Positions | Chart Positions | Album         |
| Year | Title                                      | EUA             | EUA R&B         | Reino Unido     | Austrália       | Nova Zelândia   | Alemanha        | Itália          | Album         |
| ---- | ------------------------------------------ | --------------- | --------------- | --------------- | --------------- | --------------- | --------------- | --------------- | ------------- |
| 2002 | "Just a Friend 2002"                       | 4               | 3               | 18              | —               | 15              | —               | —               | Mario         |
| 2002 | "Braid My Hair"                            | 74              | 18              | —               | —               | —               | —               | —               | Mario         |
| 2003 | "C'mon"                                    | —               | 61              | 28              | —               | —               | —               | —               | Mario         |
| 2004 | Let Me Love You                            | 1               | 2               | 3               | 1               | 1               | 2               | 5               | Turning Point |
| 2005 | "How Could You"                            | 52              | 14              | —               | 37              | —               | —               | —               | Turning Point |
| 2005 | "Here I Go Again"                          | —               | 9               | 11              | 15              | 36              | 50              | 50              | Turning Point |
| 2005 | "Boom" (com Juvenile)                      | —               | —               | —               | —               | —               | —               | —               | Turning Point |
| 2007 | "How Do I Breathe"                         | 46              | 18              | 21              | 33              | 17              | 49              | —               | Go            |
| 2007 | "Crying Out for Me"                        | 33              | 5               | —               | —               | —               | —               | —               | Go            |
| 2008 | "Music for Love"                           | 109             | 18              | -               | -               | -               | -               | -               | Go            |
| 2009 | "Break Up" (com Gucci Mane e Sean Garrett) | 14              | 2               | —               | —               | —               | —               | —               | D.N.A.        |
| 2009 | "Thinkin' About You"                       | -               | 45              | —               | —               | —               | —               | —               | D.N.A.        |
| 2013 | "Somebody Else" (com Nicki Minaj)          | 118             | 27              | —               | —               | —               | —               | —               |               |
| 2013 | Fatal Distraction                          | —               | —               | —               | —               | —               | —               | —               |               |
| 2016 | I Need More                                | —               | —               | —               | —               | —               | —               | —               | Cosmo 17      |
| 2016 | Let Me Help You                            | —               | —               | —               | —               | —               | —               | —               | Cosmo 17      |
| 2017 | Pain Is The New Pleasure                   | —               | —               | —               | —               | —               | —               | —               | Cosmo 17      |

## Filmografia
| Ano  | Título           | Papel        | Notas            |
| ---- | ---------------- | ------------ | ---------------- |
| 2003 | Uncle P          |              | Papel secundário |
| 2006 | Step Up          | Miles Darby  | Papel principal  |
| 2007 | Freedom Writers  | Andre Bryant | Papel principal  |
| 2012 | Destination Fame | Wizzy        | Papel principal  |

## Ligações Externas
- Official website
- Mario. no IMDb.
- http://www.baltimoresun.com/features/bal-to.mario27dec27,0,3126202.story?coll=bal-features-headlines